# Televisão na Coreia do Norte
A partir de 15 de agosto de 2015, existem quatro canais de televisão da Coreia do Norte. Todos são estatais.
- Central Coreana de Televisão, operada pelo Comitê Central de Radiodifusão Coreano;
- Rede Mansudae, que transmite materiais educativos com os anúncios ocasionais nos fins de semana[1] a Pyongyang, tendo sido inaugurada em 1 de dezembro de 1973;[2][3]
- Rede Ryongnamsan (anteriormente Rede Kaesong de 1971 até 1997 e Rede Coreana Educacional e Cultural de 1997 até 2012);[4]
- Rede Esporte é uma rede de esporte estabelecida em 15 de agosto de 2015[5] e é também a mais nova estação a ser aberta.

## Torre de televisão de Pyongyang
Plano de VHF da Torre de televisão de Pyongyang (2015):
| VHF | Emissoras                    |
| --- | ---------------------------- |
| 5   | Rede Esporte                 |
| 9   | Rede Ryongnamsan             |
| 12  | Central Coreana de Televisão |